# Grzegorz Tuderek
Grzegorz Tuderek (* 10. März 1938 in Księżomierz im Landkreis Kraśnicki; † 25. September 2024) war ein polnischer Politiker und Manager. 1985–1998 leitete er die Firma „Budimex“, eines der größten polnischen Bauunternehmen. 1997–2005 war er Abgeordneter des Sejm. Seit 2005 war er Mitglied der Samoobrona-Partei.